# Socket G2
Socket G2, также именуемый как rPGA988B, является процессорным разъёмом Intel для мобильных процессоров Celeron, Pentium, Core i3, Core i5, Core i7 второго и третьего поколения. Замещает собой разъём Socket G1 для процессоров первого поколения.

Ранние процессоры основаны на архитектуре Intel Sandy Bridge и выполнены по 32-нм техпроцессу, поздние 22-нм — на улучшенной архитектуре Ivy Bridge. В этих процессорах используется внутренняя шина QPI для связи между ядрами и встроенным контроллером PCI-Express.

Контроллеры памяти процессоров на Socket G2 могут работать в двухканальном режиме с оперативной памятью DDR3-1066, DDR3-1333 и DDR3-1600.
На данный момент этот разъём устарел, его преемник — Socket G3.

## Особенности
Процессоры для этого разъёма могут работать на частотах вплоть до 3 ГГц в номинальном режиме.

Улучшенная, по сравнению с предшественником, шина PCI-Express 2.0 у процессоров, произведённых по нормам 32 нм, и PCI-Express 3.0 у процессоров, произведённых по нормам 22 нм.

В отличие от предшественника, все процессоры имеют графическое ядро, которое является частью общего кристалла.
В зависимости от процессора графическое ядро может быть Intel HD2000, HD2500, HD3000 или HD4000.

## Поддерживаемые инструкции
- Все процессоры:

MMX, SSE, SSE2, SSE3, SSSE3, SSE4 (SSE4.1, SSE4.2), EM64T, NX/XD, VT-x
- Дополнительно, начиная с Core i3:

HT
- Дополнительно, начиная с Core i5-2xx0 (32 нм) :

VT-d, TXT, TBT 2.0, AES, AVX (эта инструкция присутствует также у Core i3-3xx0)
- Дополнительно, начиная с Core i5-3xx0 (22 нм):

F16C (также у Core i3-3xx0)

## Список процессоров Socket G2
32-нм техпроцесс:
- Одноядерные:

Mobile Celeron (B710, B720, B730);
- Двуядерные:

Celeron (B800, B810, B815, B820, B830, B840);
Pentium (B940, B950, B960, B970, B980);
Core i3 (2308M, 2310M, 2312M, 2328M, 2330E, 2330M, 2332M, 2348M, 2350M, 2370M);
Core i5 (2410M, 2430M, 2450M, 2510E, 2520M, 2540M);
Core i7 (2620M, 2640M);
- Четырёхъядерные:

Core i7 (2630QM, 2670QM, 2710QE, 2720QM, 2760QM, 2820QM, 2860QM, 2920XM, 2960XM);
22-нм техпроцесс:
- Двуядерные:

Celeron (1000M, 1005M, 1020E, 1020M);
Mobile Pentium (A1018);
Pentium (2020M, 2030M);
Core i3 (3110M, 3120ME, 3120M, 3130M);
Core i5 (3210M, 3230M, 3320M, 3340M, 3360M, 3380M, 3610ME);
Core i7 (3520M, 3540M);
- Четырёхъядерные :

Core i7 (3610QM, 3612QM, 3630QM, 3632QM, 3720QM, 3740QM, 3820QM, 3840QM, 3920XM, 3940XM).